# Xavier Ehrenbert Fridelli
Xavier Ehrenbert Fridelli, o Friedel (Linz, 11 marzo 1673 – Pechino, 4 giugno 1743), è stato un gesuita, missionario e cartografo austriaco.

## Biografia
Entrò a far parte della Compagnia di Gesù nel 1688 e nel 1705 arrivò in Cina. Qui diede un importante contributo all'impresa di esplorazione cartografica dell'Impero cinese, iniziata nel 1708 e terminata nel 1718 (o, secondo altre fonti, nel 1715). 
Ferdinand von Richthofen la definì "la più vasta impresa cartografica mai compiuta in così poco tempo". Assieme a Jean-Baptiste Régis, Pierre Jartoux e altri, Fridelli disegnò le mappe della provincia del Chi-li, del distretto di Amur, del territorio dei Khalkha (Mongolia), del Sichuan, dello Yunnan, del Guizhou, dell'Hu-kwang (attuali province di Hunan e Hupe), e per far ciò attraversò tutto l'Impero da sud a nord. Al momento della morte, Fridelli era da anni rettore della Cattedrale dell'Immacolata Concezione, una delle quattro chiese gesuite di Pechino, dove morì.